# Kajol
Kajol Devgan z domu Mukherjee (hindi:  काजोल देवगन, urdu: کجول دیوگن) (ur. 5 sierpnia 1974 w Bombaju) – indyjska aktorka, jedna z najbardziej utytułowanych aktorek kina hindi (Bollywood), laureatka 6 Nagród Filmfare, w tym 5 dla najlepszej aktorki (rekordzistka w tej kategorii); uhonorowana Orderem Padma Shri (2011). Od debiutu w 1992 wystąpiła ponad 40 filmach, z których większość była przebojami. Najczęściej partnerował jej Shah Rukh Khan (8 filmów) lub Ajay Devgan (9 filmów).

## Życie osobiste

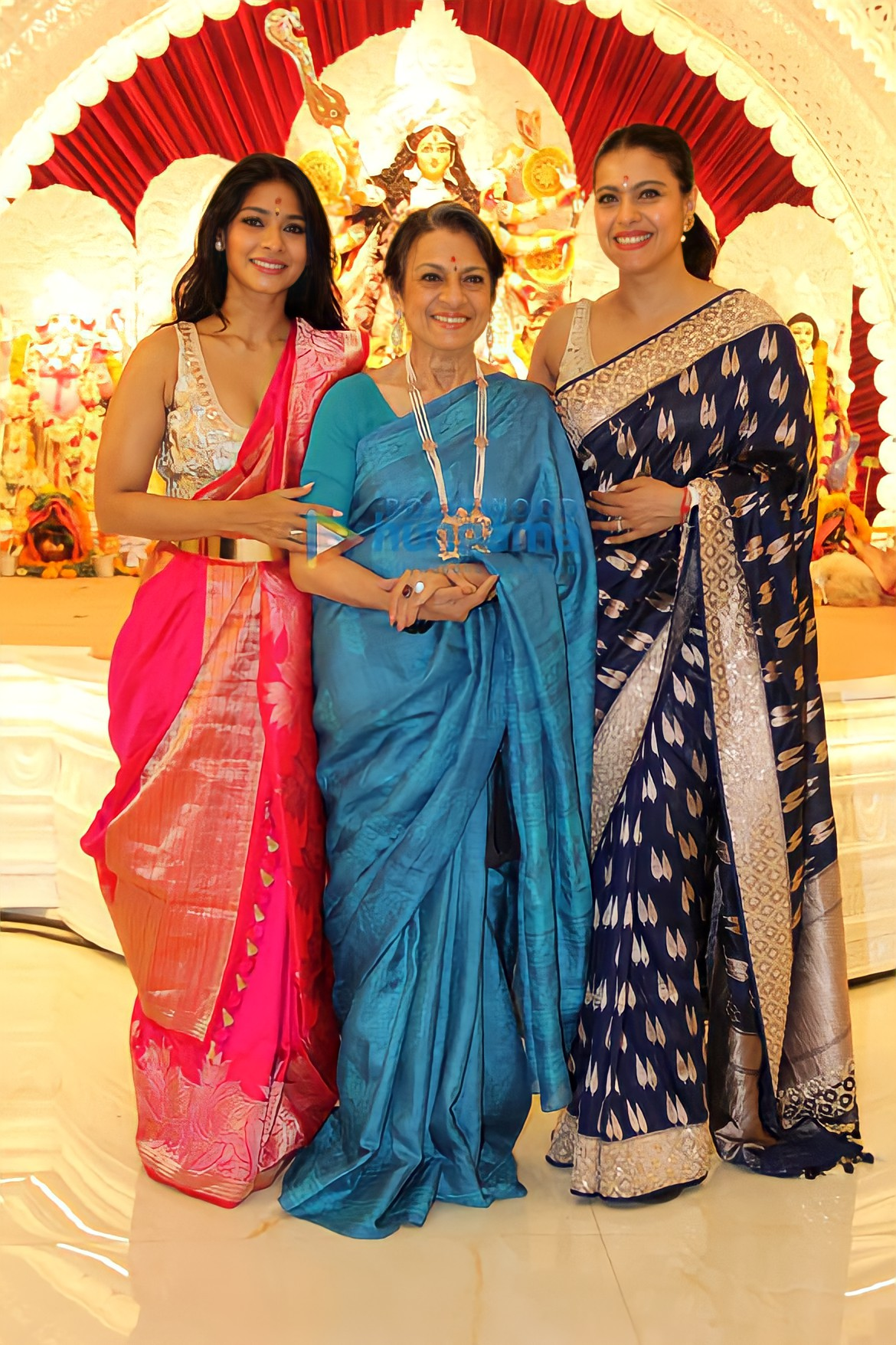
Kajol z matka Tanują i siostrą Tanishą podczas Durga Puji (2021)

Pochodzi z rodziny od pokoleń związanej z branżą filmową. Jej ojciec Shomu Mukherjee był reżyserem i producentem (zmarł w 2008 na dzień przed premierą filmu Ty i ja, w którym wystąpiła Kajol). Aktorkami były jej prababcia Rattan Bai, babcia ze strony matki – Shobhna Samarth i ciotka – Nutan. Aktorkami są jej matka Tanuja, siostra Tanisha oraz kuzynki – Sharbani Mukherjee i Rani Mukherji, aktorami – kuzyn Mohnish Behl, stryjowie Joy Mukherjee i Deb Mukherjee, zaś reżyserem Ayan Mukerjee (syn Deba). Dziadkowie z obu stron – Sashadhar Mukherjee i Kumarsen Samarth – byli reżyserami.
Kajol, której rodzice rozstali się, gdy była dzieckiem, w młodości psotna, uparta i impulsywna, była wychowywana przez babcię w poczuciu niezależności. Po matce odziedziczyła „maharasztryjski pragmatyzm”, po ojcu „bengalski temperament”. Jest praktykującą hinduistką. Mówi po angielsku, hindi i marathi, rozumie też język bengalski.
Kształciła się w St. Joseph's Convent School w Panchgani. Chodziła na zajęcia pozalekcyjne z tańca. Zainteresowała się wówczas lekturą fikcyjnych opowieści, co pomagało jej przetrwać trudne chwile.
Kajol zaczęła pracować nad debiutanckim filmem Bekhudi w wieku 16 lat. Zamierzała wrócić do szkoły po zdjęciach, które zrealizowano podczas dwumiesięcznych wakacji letnich, ale ostatecznie w pełni poświęciła się karierze filmowej, choć później żałowała tej decyzji.
Z aktorem Ajayem Devgnem zaczęła się spotykać w 1994, podczas kręcenia filmu Gundaraj. Pobrali się 24 lutego 1999 podczas tradycyjnej ceremonii maharasztrańskiej w domu pana młodego. Niektóre media krytykowały decyzję Kajol o ustatkowaniu się u szczytu kariery. Kajol utrzymywała, że nie zrezygnuje z pracy, ale ograniczy jej ilość.

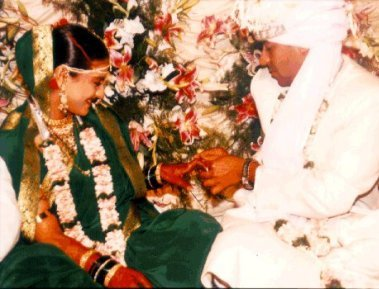
Ślub Kajol i Ajaya Devgana (1999)

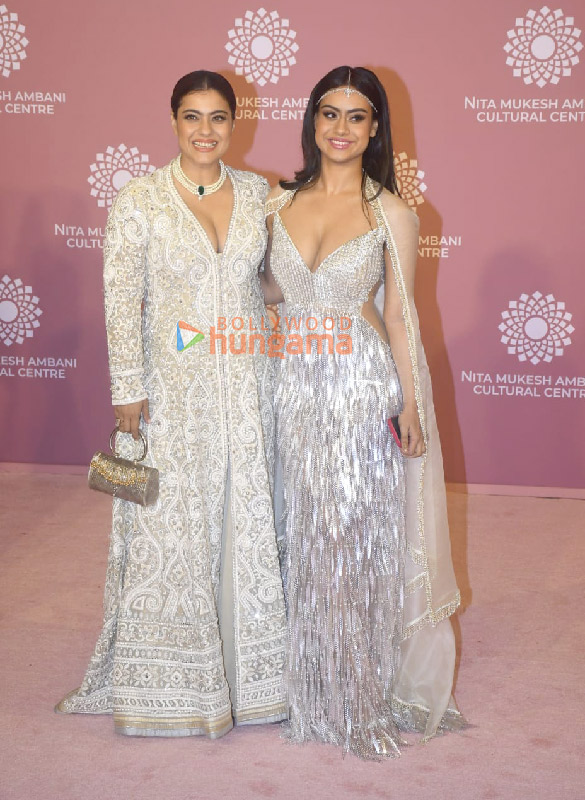
Kajol z córką Nysą Devgan (2023)

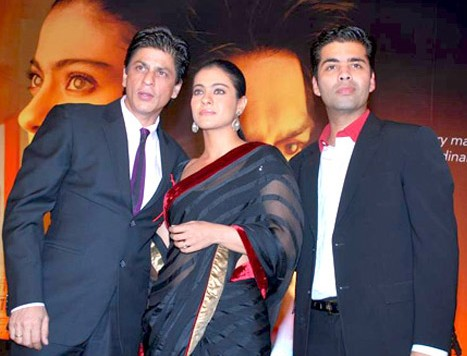
Shah Rukh Khan, Kajol i Karan Johar na 60. Międzynarodowym Festiwalu Filmowym w Berlinie podczas promocji filmu Nazywam się Khan (2010)

Po ślubie zamieszkała z mężem i teściami w domu rodzinnym teścia w Juhu. W 2003 urodziła córkę Nysę, a w 2010 syna Yuga. Od 2015 Kajol używa nazwiska Devgn.
Przyjaźni się z projektantem modowym Manishem Malhotrą.

## Kariera

### Aktorstwo
Na początku lat 90. XX wieku Tanuja próbowała wyreżyserować film, który miał wypromować córkę jako aktorkę, ale po kilku dniach zdjęć prace zakończono.
Aktorskim debiutem Kajol była rola w filmie Bekhudi z 1992. Wystąpiła z debiutantem Kamalem Sadanahem i swoją matką Tanują. Film nie poradził sobie finansowo, ale występ Kajol został pozytywnie oceniony. W 1993 wystąpiła w thrillerze Ryzykant, czwartym najbardziej dochodowym filmie roku. Po raz pierwszy partnerował jej Shah Rukh Khan. Kajol została doceniona przez krytyków.
W 1994 zagrała w Udhaar Ki Zindagi. Film nie odniósł sukcesu, ale Kajol dostała nagrodę Bengal Film Journalists' Association dla najlepszej aktorki kina hindi. Występ był dla Kajol wyczerpujący emocjonalnie, dlatego w kolejnym roku pracowała nad świadomie wybranymi mniej angażującymi rolami (Hulchul, Gundaraj i Karan Arjun).
Zdobyła uznanie publiczności za występ w romansie Yeh Dillagi opartym na amerykańskiej sztuce Sabrina Fair z 1953. Film przyniósł duże dochody, a Kajol dostała pierwszą do Nagrody Filmfare dla najlepszej aktorki. „The Indian Express” zwrócił uwagę na wiarygodność jej występu.
W 1995 Kajol wystąpiła w filmie Żona dla zuchwałych, jednym z najbardziej udanych indyjskich filmów wszech czasów, który jest wyświetlany w Bombaju nieprzerwanie od dnia premiery, od 2014 jest najdłuższym wyświetlanym filmem w historii indyjskiego przemysłu filmowego. Film zdobył 10 Nagród Filmfare, a rola Simran przyniosła Kajol jej pierwszą Nagrodę Filmware dla najlepszej aktorki. Zaprezentowany w tym samym roku film Karan Arjun również był dużym sukcesem komercyjnym (drugim najbardziej dochodowym filmem roku w Indiach). Brytyjski Instytutu Filmowy uznał Żonę dla zuchwałych za jeden z najlepszych filmów, jakie kiedykolwiek powstały. Następne filmy Kajol – Taaqat oraz wspomniane wcześniej Hulchul i Gundaraj – nie odniosły sukcesu kasowego. W Hulchul i Gundaraj po raz pierwszy partnerował jej późniejszy mąż Ajay Devgan. W 1996 Kajol zagrała w źle przyjętym filmie akcji Bambai Ka Babu.
W 1997 kreacja Ishy Diwan w filmie Gupt: The Hidden Truth, obsesyjnej kochanki, z czasem psychopatycznej seryjnej morderczyni, została nazwana przez krytyków punktem zwrotnym w karierze Kajol. Thriller odniósł sukces. W „The Times of India” stwierdzono, że Kajol była „prawdopodobnie pierwszą, która wyłamała się z wizerunku grzecznej dziewczynki”. W 2002 jej występ umieszczono na liście najlepszych portretów złoczyńców według Rediff.com. Kajol jest pierwszą kobietą, która otrzymała nominację i zdobyła Nagrodę Filmfare w kategorii „najlepszy występ w roli negatywnej”. Później przyznała, że przyjęła rolę, aby uniknąć zaszufladkowania.
Po głównej roli w opartym na motywie reinkarnacji filmie Hameshaa (1997) Kajol zastąpiła Madhuri Dixit w głównej roli w tamilskim musicalu Minsara Kanavu. Jej głos dubbingowała tamilska aktorka Revathi. „The Indian Express” pochwalił ją za energiczność i ekspresyjność. Oryginalna wersja filmu została przyjęta z entuzjazmem przez publiczność, wersja z dubbingiem w języku hindi (zatytułowana Sapnay) poniosła porażkę komercyjną. Za to sukcesem był film Ishq – krytycy chwalili grę aktorską Kajol, Aamira Khana, Juhi Chawli i Ajaya Devgna.
W 1998 Kajol umocniła swoją pozycję wiodącej aktorki kina hindi, występując w trzech najbardziej dochodowych produkcjach roku: Pyaar Kiya To Darna Kya, Miłość musiała nadejść i Coś się dzieje. Wszystkie trzy były nominowane do Nagrody Filmfare dla najlepszego filmu, wygrał ten ostatni. Następnie Kajol zagrała podwójną rolę bliźniaczek Soni i Nainy w filmie Dushman. Jest to jedna z najlepiej ocenianych ról Kajol. Początkowo odrzuciła ofertę, bo nie czuła się komfortowo podczas kręcenia sceny gwałtu, ale ostatecznie zgodziła się na angaż pod warunkiem, że w filmie zastąpi ją dublerka. Za tę rolę dostała Nagrodę Screen Award dla najlepszej aktorki.
Film Dil Kya Kare, pierwszy wydany po ślubie Kajol i Ajaya Devgana, którzy wystąpili w nim razem, spotkał się głównie z negatywnymi recenzjami i nie odniósł sukcesu komercyjnego. Dramat Hum Aapke Dil Mein Rehte Hain został dobrze odebrany przez krytyków i publiczność. Film przyniósł Kajol kolejną nominację do Nagrody Filmfare dla najlepszej aktorki. W 1999 wystąpiła też w filmie Hote Hote Pyar Ho Gaya – partnerował jej Jackie Shroff.
W 2000 mąż partnerował jej w filmie Raju Chacha, którego koszt produkcji 3,4 miliona dolarów amerykańskich i został uznany za jeden z najdroższych filmów hindi w tamtym czasie. W Kuch Khatti Kuch Meethi (2001) Kajol zagrała siostry bliźniaczki rozdzielone po urodzeniu. Film został źle oceniony, podobnie rola Kajol. Oba filmy nie poradziły się finansowo.
W 2001 Kajol zagrała główną rolę w dramacie Karana Johara Czasem słońce, czasem deszcz, który był najbardziej dochodową indyjską produkcją wszech czasów na rynku zagranicznym. Kajol zagrała Anjali Sharmę, która do niej przemówiła. Wzorowała się na Hemie Malini w Sholay (1975). Z pomocą producenta Yasha Johara i innych osób z ekipy filmowej opanowała do roli język pendżabski, w którym wcześniej nie mówiła płynnie. Rola spotkała się z uznaniem krytyków i przyniosła jej trzecią Nagrodę Filmfare dla najlepszej aktorki.
Po Czasem słońce, czasem deszcz Kajol zrobiła przerwę od aktorstwa na pełen etat i odrzuciła kilka ról filmowych, by, jak mówiła, skupić się na małżeństwie. Wróżono koniec jej kariery.
Wróciła do aktorstwa rolą w romantycznym thrillerze Unicestwienie (2006) Kunala Kohliego, w którym partnerował jej Aamir Khan. Film odniósł sukces finansowy, przynosząc dochód w wysokości 11 milionów dolarów amerykańskich przy budżecie wynoszącym 2,5 miliona USD. Zarówno film, jak i występ Kajol zostały dobrze przyjęte. Za rolę niewidomej Zooni Ali Beg Kajol otrzymała po raz czwarty Nagrodę Filmfare dla najlepszej aktorki i po raz drugi nagrodę Zee Cine dla najlepszej aktorki. Zdjęcia do filmu powstawały m.in. w Tatrach w Polsce, ponieważ Kajol odmówiła pracy w dolinach Dżammu i Kaszmiru, obawiając się ataków terrorystycznych.
W 2007 zaczęła kręcić niewydany film mitologiczny Rajkumara Santoshiego Ramayana, oparty na eposie o tym samym tytule, w którym zagrała boginię Sitę. W debiucie reżyserskim męża Ty i ja (2008), który uważała za wyjątkowy film w swojej karierze, zagrała Piyę Thapar, kobietę cierpiącej na chorobę Alzheimera. Chociaż film nie odniósł sukcesu komercyjnego, Kajol otrzymała kolejną nominację do Nagrody Filmfare dla najlepszej aktorki.
W 2010 Kajol i Shah Rukh Khan zagrali w filmie Nazywam się Khan (2010) w reżyserii Karana Johara, opowiadającym o dyskryminacji, z jaką spotykali się amerykańscy muzułmanie po zamachach z 11 września 2001. Był to pierwszy indyjski film dystrybuowany przez Fox Star Studios. Zebrał mieszane lub pozytywne recenzje i odniósł międzynarodowy sukces. Został pokazany na 60. Międzynarodowym Festiwalu Filmowym w Berlinie, Festiwalu Filmów Indyjskich w Los Angeles i Festiwalu Filmowym w Rzymie. Rola Kajol jako Mandiry, hinduistki, samotnej matki, która wychodzi za mąż za muzułmanina z zespołem Aspergera, została pochwalona przez indyjskich i zagranicznych krytyków. Za ten film zdobyła swoją piątą Nagrodę Filmfare dla najlepszej aktorki, stając się w tej kategorii rekordzistką. Była nominowana do nagrody Screen Award dla najlepszej aktorki, nagrody Stardust Award dla najlepszej aktorki w dramacie i nagrody Zee Cine Award dla najlepszej aktorki.

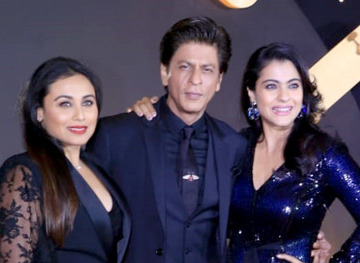
Rani Mukherji, Shah Rukh Khan i Kajol na uroczystości z okazji 20-lecia filmu Coś się dzieje (2018)

W 2010 zagrała główną rolę w filmie Siddhartha Malhotry We Are Family, adaptacji amerykańskiego dramatu Mamuśka z 1998. Niektórzy krytycy uznali występ Kajol za lepszy od Susan Sarandon, która grała tę postać w oryginale. W wydanym w tym samym roku filmie Toonpur Ka Super Hero Kajol zagrała Priyę Kumar, kobietę uwięzioną w świecie kreskówek. Wyzwaniem był dla niej dubbing. Film został okrzyknięty pierwszym animowanym filmem aktorskim w języku hindi, ale spolaryzował krytyków i nie przyciągnął widowni. Po narodzinach syna w 2010 Kajol zrobiła przerwę w pracy aktorskiej, chociaż udzieliła głosu w napisach początkowych filmu fantasy Eega w wersji hindi (2012).
W 2015 Kajol wystąpiła w Dilwale (2015) Rohita Shetty'ego. Opinie recenzentów na temat filmu były podzielone, ale jej występ zebrał pozytywne komentarze. Film odniósł duży sukces komercyjny, zarabiając na całym świecie ponad 43 miliony dolarów amerykańskich i plasuje się wśród najbardziej dochodowych filmów Bollywood wszech czasów. Kajol została nominowana do Nagrody Filmfare dla najlepszej aktorki. W tym samym roku zadebiutowała jako producentka w dramacie historycznym Vitti Dandu w języku marathi, współprodukowanym przez Ajaya Devgna. Film zdobył nagrodę dla najlepszego filmu marathi na Screen Awards i został dobrze przyjęty przez krytyków. W 2017 Kajol, której partnerował Dhanush, zagrała w filmie Velaiilla Pattadhari 2, sequelu filmu Velaiilla Pattadhari (2014). Był to drugi w jej karierze film w języku tamilskim. Początkowo spotkał się z negatywnym przyjęciem krytyków, ale odniósł sukces finansowy.

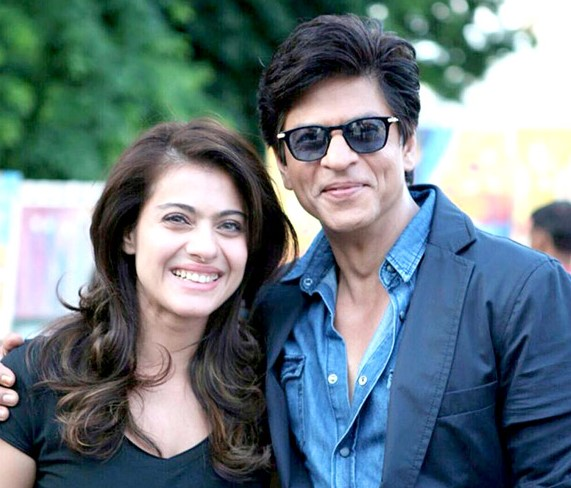
Kajol i Shah Rukh Khan na planie filmu Dilwale (2015)

W 2018 Kajol zagrała w dramacie Helicopter Eela opartym na gudźaratskiej sztuce Ananada Gandhiego Bety pt. Kaagdo. Film nie był sukcesem komercyjny i nie został dobrze przyjęty przez krytyków, podobnie jak występ Kajol. W tym samym roku dubbingowała postać Helen Parr w wersji hindi animowanego filmu o superbohaterach Iniemamocni 2.
W 2020 pojawił się w dramacie kostiumowym Tanhaji opartym na życiu Tanajego Malusare'a, który stał się najbardziej dochodowym filmem roku, zarabiając 42 miliony dolarów amerykańskich. Krytycy docenili jej rolę mimo ograniczonego czasu ekranowego. Wystąpiła też w pierwszym w karierze krótkometrażowym filmie Devi, który krytycy przyjęli pozytywnie, podobnie jak jej rolę na tle pozostałych aktorek.
W 2021 wystąpiła w dramacie społecznym Tribhanga, który był jej pierwszą współpracą z Netflixem. I film, i Kajol otrzymali pozytywne recenzje. Podczas rozdania nagród Filmfare OTT Awards (2021) była nominowana w kategorii najlepszej aktorki.
W 2022 Kajol zagrała w filmie Salaam Venky, dramacie o eutanazji, ale film i jej występ nie zostały dobrze przyjęte. Film okazał się klapą finansową. W 2023 zagrała w segmencie antologii Netflixa Opowieści o pożądaniu 2 oraz w serialu prawniczym Disney+ The Trial, adaptacji amerykańskiego serialu Żona idealna. Jej rola w serialu została doceniona. Za występ w Siostrzanej rozgrywce (2024) zebrała mieszane recenzje.

### Filmografia[180]
| Rok  | Film/serial                     | Rola                                            | Partner/ka filmowy/a                                   |
| ---- | ------------------------------- | ----------------------------------------------- | ------------------------------------------------------ |
| 2024 | Siostrzana rozgrywka            | Vidya Jyothi                                    | Kriti Sanon                                            |
| 2023 | Romantycy                       | we własnej osobie                               |                                                        |
| 2023 | The Trial                       | Noyonika Sengupta                               |                                                        |
| 2023 | Opowieści o pożądaniu 2         | Devyani Singh „Tilchatta”                       |                                                        |
| 2022 | Salaam Venky                    | Sujata Krishnan                                 |                                                        |
| 2021 | Tribhanga                       | Anuradha „Anu” Apte                             | Tanvi Azmi                                             |
| 2020 | Taanaji: The Unsung Warrior     | Savitribai Malusare                             | Ajay Devgan                                            |
| 2018 | Helicopter Eela                 | Eela Raiturkar                                  |                                                        |
| 2018 | Zero                            | we własnej osobie                               |                                                        |
| 2017 | Velai Illa Pattathari 2         | Vasundhara                                      | Dhanush                                                |
| 2017 | Saath Nibhaana Saathiya         | gościnnie                                       |                                                        |
| 2015 | Dilwale                         | Mera Dev Malik                                  | Shah Rukh Khan, Varun Dhawan, Kriti Sanon, Johny Lever |
| 2015 | Koochie Koochie Hota Hai        | Angie (głos animowanego psa)                    | Shah Rukh Khan – Rocky (głos animowanego psa)          |
| 2012 | Makkhi                          | matka (głos)                                    | –                                                      |
| 2012 | Student of the Year             | gościnnie w piosence Disco Deewane              | –                                                      |
| 2010 | Toonpur Ka Superhero            | Priya                                           | Ajay Devgan                                            |
| 2010 | We Are Family (remake Mamuśki)  | Maya                                            | Arjun Rampal                                           |
| 2010 | Nazywam się Khan                | Mandira Khan                                    | Shah Rukh Khan                                         |
| 2009 | Vighnaharta Shree Siddhivinayak | we własnej osobie                               |                                                        |
| 2008 | Do zakochania jeden krok        | gościnnie w piosence Phir Milenge Chalte Chalte | –                                                      |
| 2008 | Haal-e-dil                      | gościnnie w piosence Oye Hoye                   | –                                                      |
| 2008 | Ty i ja                         | Piya                                            | Ajay Devgan                                            |
| 2007 | Om Shanti Om                    | gościnnie w piosence Deewangi Deewangi          | –                                                      |
| 2006 | Nigdy nie mów żegnaj            | gościnnie w piosence Rock N Roll Soniye         | –                                                      |
| 2006 | Shah Rukh Khan – Legenda        | we własnej osobie                               |                                                        |
| 2006 | Unicestwienie                   | Zooni Ali Beg                                   | Aamir Khan                                             |
| 2003 | Gdyby jutra nie było            | gościnnie w piosence Maahi Ve                   | –                                                      |
| 2001 | Czasem słońce, czasem deszcz    | Anjali Sharma Raichand                          | Shah Rukh Khan                                         |
| 2001 | Kuch Khatti Kuch Meethi         | Sweety/Tina                                     | Suneil Shetty                                          |
| 2000 | Raju Chacha                     | Anna                                            | Ajay Devgan                                            |
| 1999 | Hote Hote Pyar Ho Gaya          | Pinky                                           | Jackie Shroff                                          |
| 1999 | Hum Aapke Dil Mein Rehte Hain   | Megha                                           | Anil Kapoor                                            |
| 1999 | Dil Kya Kare                    | Nandita Rai                                     | Ajay Devgan                                            |
| 1998 | Coś się dzieje                  | Anjali Sharma                                   | Shah Rukh Khan                                         |
| 1998 | Dushman                         | Sonia/Naina Saigal                              | Sanjay Dutt                                            |
| 1998 | Sobowtór                        | gościnnie jako dziewczyna na stacji             | –                                                      |
| 1998 | Pyaar Kiya To Darna Kya         | Muskaan Thakur                                  | Salman Khan                                            |
| 1998 | Miłość musiała nadejść          | Sanjana                                         | Ajay Devgan                                            |
| 1997 | Miłość                          | Kajal                                           | Ajay Devgan                                            |
| 1997 | Miłość ma wiele imion           | Priya                                           | Prabhu Deva                                            |
| 1997 | Gupt: The Hidden Truth          | Isha Diwan                                      | Bobby Deol                                             |
| 1997 | Hamesha                         | Rani Sharma/Reshma                              | Saif Ali Khan                                          |
| 1996 | Bambai Ka Babu                  | Neha                                            | Atul Agnihotri                                         |
| 1995 | Żona dla zuchwałych             | Simran Singh                                    | Shah Rukh Khan                                         |
| 1995 | Gundaraj                        | Ritu                                            | Ajay Devgan                                            |
| 1995 | Taaqat                          | Kavita                                          | Vikas Bhalla                                           |
| 1995 | Hulchul                         | Sharmili                                        | Ajay Devgan                                            |
| 1995 | Karan Arjun                     | Sonia Saxena                                    | Shah Rukh Khan                                         |
| 1994 | Yeh Dillagi                     | Sapna                                           | Akshay Kumar                                           |
| 1994 | Udhaar Ki Zindagi               | Sita                                            | Rohit Bhatia                                           |
| 1993 | Ryzykant                        | Priya Chopra                                    | Shah Rukh Khan                                         |
| 1992 | Bekhudi                         | Radhika                                         | Kamal Sadanah                                          |

### Filmfare Awards
Zdobyte nagrody
- 1996 – Nagroda Filmfare dla Najlepszej Aktorki za film Żona dla zuchwałych
- 1998 – Nagroda Filmfare za Najlepszą Rolę Negatywną za film Gupt: The Hidden Truth
- 1999 – Nagroda Filmfare dla Najlepszej Aktorki za film Coś się dzieje
- 2002 – Nagroda Filmfare dla Najlepszej Aktorki za film Czasem słońce, czasem deszcz
- 2007 – Nagroda Filmfare dla Najlepszej Aktorki za film Unicestwienie
- 2011 – Nagroda Filmfare dla Najlepszej Aktorki za film Nazywam się Khan

Nominacje
- 1995 – Nagroda Filmfare dla Najlepszej Aktorki za film Yeh Dillagi
- 1999 – Nagroda Filmfare dla Najlepszej Aktorki za film Miłość musiała nadejść
- 1999 – Nagroda Filmfare dla Najlepszej Aktorki za film Dushman
- 2000 – Nagroda Filmfare dla Najlepszej Aktorki za film Hum Aapke Dil Mein Rehte Hain
- 2009 – Nagroda Filmfare dla Najlepszej Aktorki za film Ty i ja
- 2015 – Nagroda Filmfare dla Najlepszej Aktorki za film Dilwale

### Annual Star Screen Awards
Zdobyte nagrody
- 1999 – Nagroda Star Screen dla Najlepszej Aktorki za film Dushman
- 2002 – Nagroda Star Screen dla Najlepszej Pary, wspólnie z Shah Rukh Khanem za film Czasem słońce, czasem deszcz
- 2002 – Nagroda Star Screen dla Najlepszej Aktorki za film Czasem słońce, czasem deszcz
- 2010 – Nagroda Star Screen dla Najlepszej Pary Dekady, wspólnie z Shah Rukh Khanem

Nominacje
- 1995 – Nagroda Star Screen dla Najlepszej Aktorki za film Yeh Dillagi
- 1996 – Nagroda Star Screen dla Najlepszej Aktorki za film Żona dla zuchwałych
- 1999 – Nagroda Star Screen dla Najlepszej Aktorki za film Pyaar Kiya To Darna Kya
- 1999 – Nagroda Star Screen dla Najlepszej Aktorki za film Coś się dzieje
- 2000 – Nagroda Star Screen dla Najlepszej Aktorki za film Hum Aapke Dil Mein Rehte Hain
- 2000 – Nagroda Star Screen dla Najlepszej Aktorki Drugoplanowej za film Dil Kya Kare
- 2007 – Nagroda Star Screen dla Najlepszej Aktorki za film Unicestwienie
- 2007 – Nagroda Star Screen dla Najlepszej Pary, wspólnie z Aamirem Khanem za film Fanaa
- 2009 – Nagroda Star Screen dla Najlepszej Aktorki za film Ty i ja
- 2011 – Nagroda Star Screen dla Najlepszej Aktorki za film Nazywam się Khan

### Zee Cine Awards
Zdobyte nagrody
- 1998 – Nagroda Zee Cine za Najlepszą Rolę Negatywną za film Gupt: The Hidden Truth
- 1998 – Nagroda Zee Cine dla Najlepszej Aktorki Drugoplanowej za film Miłość
- 1999 – Nagroda Zee Cine dla Najlepszej Aktorki za film Coś się dzieje
- 2002 – Nagroda Specjalna Zee Cine dla Wyróżniającej się Roli Żeńskiej za film Czasem słońce, czasem deszcz
- 2007 – Nagroda Zee Cine dla Najlepszej Aktorki za film Unicestwienie

Nominacje
- 1998 – Nagroda Zee Cine dla Najlepszej Aktorki za film Dushman
- 1998 – Nagroda Zee Cine dla Najlepszej Aktorki za film Coś się dzieje
- 1998 – Nagroda Zee Cine dla Najlepszej Aktorki za film Pyaar Kiya To Darna Kya
- 1999 – Nagroda Zee Cine dla Najlepszej Aktorki za film Hum Aapke Dil Mein Rehte Hain
- 2002 – Nagroda Zee Cine dla Najlepszej Aktorki za film Czasem słońce, czasem deszcz
- 2011 – Nagroda Zee Cine dla Najlepszej Aktorki za film Nazywam się Khan

### Apsara Film & Television Producers Guild Awards
Nominacje
- 2011 – Nagroda Apsara dla Najlepszej Aktorki za film Nazywam się Khan

### Global Indian Film & Television Honors
Nominacje
- 2011 – Nagroda GIFTH dla Najlepszej Aktorki za film Nazywam się Khan

### Bollywood Awards
Zdobyte nagrody
- 1999 – najlepsza aktorka za film Coś się dzieje
- 2002 – najlepsza aktorka za film Czasem słońce, czasem deszcz

Nominacje
- 2007 – najlepsza aktorka za film Unicestwienie

### Sansui Viewers' Choice Awards
Zdobyte nagrody
- 1999 – najlepsza aktorka za film Coś się dzieje
- 2002 – najlepsza aktorka za film Czasem słońce, czasem deszcz

### Awards of the International Indian Film Academy
Nominacje
- 2000 – najlepsza aktorka za film Hum Aapke Dil Mein Rehte Hain
- 2002 – najlepsza aktorka za film Czasem słońce, czasem deszcz
- 2007 – najlepsza aktorka za film Unicestwienie

### Stardust Awards
Zdobyte nagrody
- 2011 – Nagroda Stardust Kobieca Gwiazda Roku za film Nazywam się Khan

Nominacje
- 2007 – Nagroda Stardust Kobieca Gwiazda Roku za film Unicestwienie
- 2009 – Nagroda Stardust dla Najlepszej Aktorki za film Ty i ja
- 2011 – Nagroda Stardust dla Najlepszej Aktorki w kategorii dramat za film Nazywam się Khan i We Are Family

### Inne
Zdobyte nagrody
- 1995 – Bengal Film Journalists' Association Awards, najlepsza aktorka w filmach hindi, za film Udhaar Ki Zindagi
- 1999 – Aashirwad Awards, najlepsza aktorka za film Coś się dzieje
- 2002 – 5th Annual Rajiv Gandhi Award, excellence in active field
- 2002 – Valenciennes International Festival of Action and Adventure Films, najlepsza aktorka za film Czasem słońce, czasem deszcz
- 2006 – Radio Sargam Bollywood Awards, najlepsza aktorka za film Unicestwienie
- 2006 – Dada Saheb Phalke Award
- 2006 – 3rd Annual Hawaa Productions Ltd. Motion Picture Awards, najlepsza para (wspólnie z Aamirem Khanem) – nagroda jury za film Unicestwienie
- 2006 – indiaFM, najlepsza aktorka za film Unicestwienie
- 2007 – Central European Bollywood Awards (bollywoodbloggers.com), najlepsza aktorka za film Unicestwienie
- 2007 – Annual Bollywood People's Choice Awards, najlepsza aktorka za film Unicestwienie
- 2007 – AIFA Awards, Best Performance of 2006 (Editor’s Choice) za film Unicestwienie
- 2008 – Karmaveer Puraskaar Awards za pomoc społeczną w Indiach
- 2009 – 6th Annual Central European Bollywood Awards, najlepsza aktorka za film Ty i ja
- 2010 – Deenanath Vishesh Puraskar Award za wkład w kino indyjskie
- 2011 – Padma Shri Award,za całokształt twórczości
- 2012 – Vogue Beauty Award za nieprzemijającą urodę

Nominacje
- 2006 – Global Indian Film Awards najlepsza aktorka za film Unicestwienie
- 2006 – 3rd Annual Hawaa Productions Ltd. Motion Picture Awards, najlepsza aktorka za film Unicestwienie
- 2007 – BBC Film Café Awards, najlepsza aktorka za film Unicestwienie
- 2021 – Filmfare OTT Awards, najlepsza aktorka za film Tribhanga

### Poza aktorstwem
W 1998 Kajol wzięła udział w trasie koncertowej Awesome Foursome u boku Shah Rukh Khana, Juhi Chawli i Akshaya Kumara. Po podróży po Wielkiej Brytanii, Kanadzie i Stanach Zjednoczonych odmówiła udziału w kolejnych trasach koncertowych, nie mogąc poradzić sobie ze stresem.
W 1999, po uruchomieniu firmy produkcyjnej Ajaya Devgana, Devgan Films (przemianowanej na Devgn Entertainment and Software Ltd.), Kajol pracowała nad stworzeniem strony internetowej wytwórni. W 2009 Devgn założył kolejną firmę, Ajay Devgn FFilms. Kajol uczestniczyła w nadzorze i kontroli firmy.
W 2000 Kajol uruchomiła dla firmy portal internetowy Cineexplore związany z produkcją filmową. Była jego kierowniczką.
W 2006 podczas Lakme India Fashion Week wystąpiła jako modelka – wraz z Preity Zintą prezentowały kolekcję Freedom stworzoną przez Manisha Malhotrę.
Kajol i Shah Rukh Khan są pierwszymi indyjskimi gwiazdami filmowymi zaproszonymi przez NASDAQ do otwarcia American Stock Exchange. Był to element promocji filmu Nazywam się Khan (2010).
W 2016 została członkinią publicznego nadawcy w Indiach, Prasar Bharati.
W 2019 napisała przedmowę do biografii aktorki Sridevi zatytułowanej Sridevi: The Eternal Screen Goddess.

### Opinia środowiska
Kajol jest doceniana za naturalne aktorskie umiejętności, za łatwość wcielania się w postaci i temperament widoczny na ekranie. Po roli w Gupt: The Hidden Truth (1997) uznano ją za jedną z pierwszych aktorek jej czasów, które grały antybohaterki i stały się popularniejsze niż aktorzy. Filmowiec Rajiv Menon uznał Kajol za uosobienie joie de vivre lat 90. XX wieku, Khalid Mohammed opisał ją jako „wielki pakiet talentów”, a Karan Johar wspominał, że za każdym razem, gdy zaczynał zdjęcia, spodziewał się „małej eksplozji bomby atomowej na planie za każdym razem, gdy Kajol była w pobliżu, ponieważ taka właśnie była. Trzymała nas wszystkich w napięciu”. Dystrybutor filmowy Ramesh Sippy stwierdził, że Kajol ubogacała filmy, w których grała.
W przeciwieństwie do większości rówieśniczek Kajol odniosła sukces w branży filmowej także po ślubie i macierzyństwie. Uznano ją za archetyp kobiety nowej epoki. Choć dziennikarze po jej ślubie spekulowali, że jej kariera się skończy, nadal pracowała, ale była bardziej wybiórcza, przypisując to brakowi godnych jej uwagi ofert i niechęci do oglądania siebie w „filmach, które są absolutnie bezsensowne”.

## W mediach

### Występy w telewizji
2005
- wystąpiła razem z mężem w teleturnieju Kaun Banega Crorepati (indyjska wersja Milionerów) prowadzonym przez Amitabha Bachchana – wygrali 1 crore (10 milionów) rupii[198] (jako pierwsze gwiazdy biorące udział w teleturnieju)[199]
- wystąpiła gościnnie w indyjskiej wersji Idola (Indian Idol) jako sędzina[200]
- wraz Shah Rukh Khanem pojawiła się w pierwszym oraz gościnnie w ostatnim odcinku I sezonu programu Karana Johara Koffee with Karan[201]
- wystąpiła w programie Manish Malhotra's Show prowadzonym przez projektanta modowego Manisha Malhotrę
- razem z Shah Rukh Khanem udzieliła specjalnego wywiadu z okazji 500 tygodnia wyświetlania ich filmu Żona dla zuchwałych w indyjskich kinach[202][203]

2006
- wystąpiła wraz z Aamirem Khanem w Fanaa For You w telewizji MTV, promując film Unicestwienie[204]
- wystąpiła w 2. edycji Indian Idol jako sędzina[205]

2007
- wraz z Rani Mukerji i Shah Rukh Khanem pojawiła się w 1 odcinku II sezonu Koffee with Karan[206]

2008
- wraz z Ajayem Devganem pojawiła się gościnnie w programie Sa re ga ma pa Li'l Champs (konkurs wokalny dla dzieci) – w odcinku walentynkowym zasiadali w jury, w finałowym ogłaszali wyniki[207]
- z Ajayem Devganem wystąpiła w specjalnym walentynkowym programie Celebrating Love w telewizji CNN-IBN, m.in. promując film Ty i ja
- wzięła udział w indyjskim programie rozrywkowym Rock-N-Roll Family z Ajayem Devganem i Tanują jako sędziowie – pracę tę uznała za znacznie trudniejsze doświadczenie niż aktorstwo[208]

2010
- wystąpiła w programie Lift Kara De prowadzonym przez Karana Johara[209]
- z Shah Rukh Khanem wystąpiła w programie MTV Iggy w ramach promocji filmu Nazywam się Khan w Nowym Jorku[210]
- Kajol, Shah Rukh Khan i Karan Johar wystąpili w programie Raj & Pablo Conversation stacji BBC Asian Network podczas promocji Nazywam się Khan w Londynie[211]
- z Kareeną Kapoor promowała film We are family w specjalnym odcinku Koffee with Karan pt. Date with Family[212]

2014
- wystąpiła w 16 odcinku IV sezonu programu Karana Johara Koffee with Karan (wraz z Ayanem Mukherrji)[213]

2018
- z Ajayem Devgnem była gościnią 7 odcinka VI sezonu programu Koffee with Karan[214]

2023
- pojawiła się w 6 odcinku VIII sezonu programu Koffee with Karan (wraz z Rani Mukerji)[215][216]

### Odbiór medialny
Znana ze swojej impulsywnej i upartej natury, Kajol jej opisywana przez komentatorów jako osoba o uderzającej osobowości. Krytyczka filmowa Sukanya Verma utożsamia Kajol z filmowymi emocjami. „India Today” wskazał, że jej szczere zachowanie przyczyniło się do wielu nagród filmowych, które otrzymała, grając rolę, dzięki którym nie dała się zaszufladkować.
Była krytykowana za brak zainteresowania dbałością o swój wygląd. Porównując ją do Shabany Azmi i Smity Patil, producent Mahesh Bhatt zauważył, że Kajol „może nie mieć [ich] zmysłowości, ale ma dodatkowy blask w oczach i rodzaj energii, którą generuje na ekranie, co czyni ją niesamowitą”. Magazyn „Filmfare” nazwał ją „niekonwencjonalną pięknością”, dodając, że „w latach 90. sama ustalała swoje zasady”.
Kajol znalazła się na liście „Top Actresses” magazynu Box Office India przez pięć kolejnych lat (1995–1999), w 1998 zajmując pierwsze miejsce. W latach 2001 i 2006 umieszczono ją na liście „Top Bollywood Actresses” serwisu Rediff.com. Redakcja portalu umieściła ją również na listach: „Best Bollywood Actresses Ever”, „Best Dressed Woman” i „Top 10 Actresses of 2000–2010”. W ankiecie przeprowadzonej w 2008 przez Outlook zajęła piąte miejsce jako „ulubiona gwiazda wszech czasów”. W 2012 Kajol zajęła czwarte miejsce w rankingu NDTV „Najpopularniejszej aktorki wszech czasów”, a Yahoo! uznało ją za „jedną z dziesięciu najbardziej kultowych piękności kina hindi”. Kajol znalazła się na liście Forbes India „Celebrity 100”, opartej na dochodach i popularności indyjskich gwiazd. Triumfowała w latach 2012, 2013 i 2017.

## Działalność charytatywna
Kajol jest zaangażowana w działalność organizacji pozarządowej Shiksha zajmującej się edukacją dzieci.
W 2011 wzięła udział w pokazie mody zorganizowanym przez Cancer Patients Aid Association, aby zebrać fundusze dla organizacji.
Jest ambasadorką dobrej woli i patronką The Loomba Trust, organizacji charytatywnej poświęconej wspieraniu wdów i ich dzieci na całym świecie, szczególnie w Indiach.
W 2012 została mianowana ambasadorką Pratham, organizacji charytatywnej dla dzieci, i wystąpiła w krótkim filmie na temat edukacji z dziećmi ze szkoły podstawowej Hanuman Basti w Mumbaju, aby ją wesprzeć.
W 2012 nakręciła film dokumentalny o ochronie dziewcząt w ramach kampanii rządu stanu Maharasztra pod hasłem „Ratuj Dziewczynki”.

## Nagrody

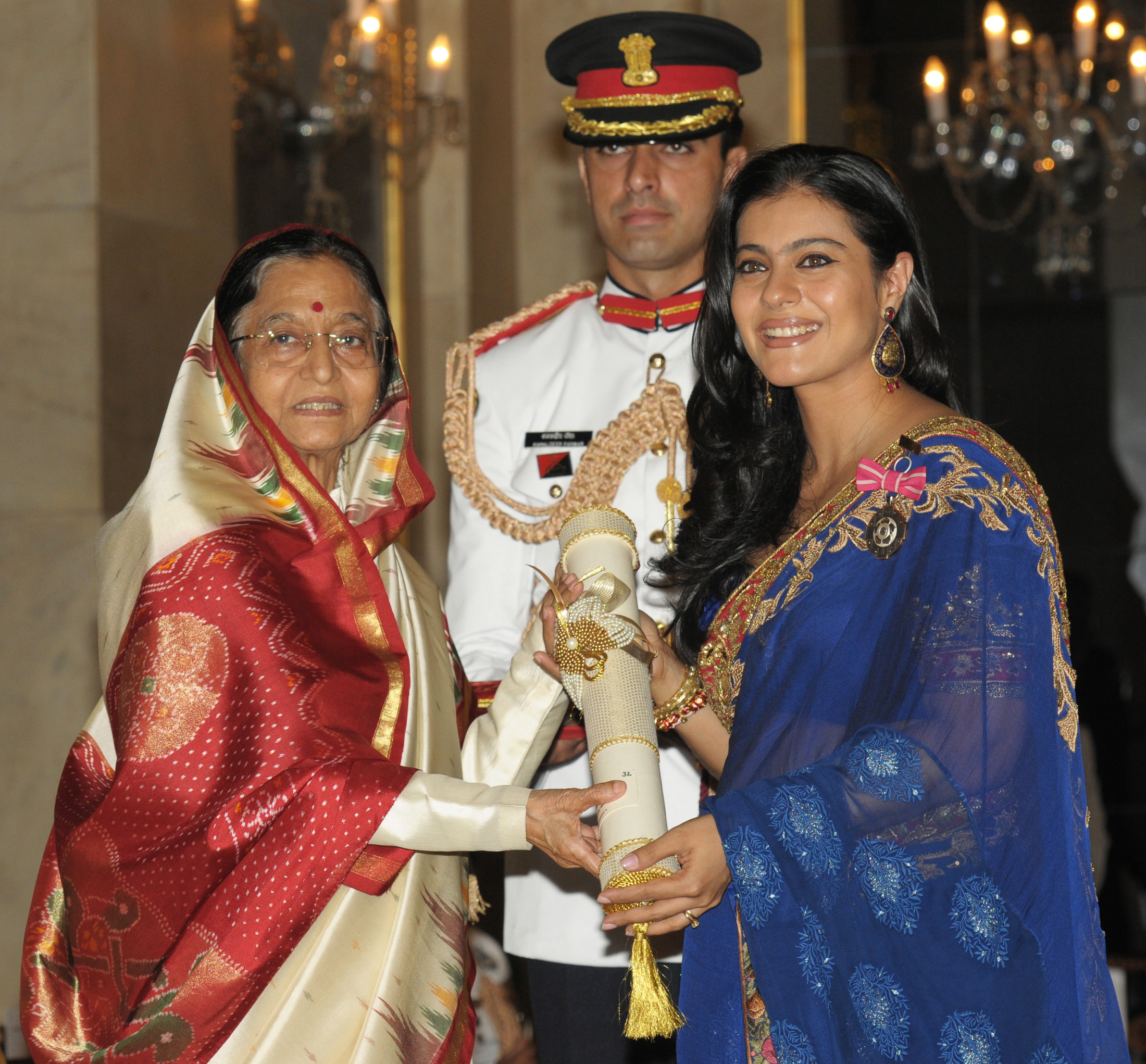
Kajol odbierająca Order Padma Shri (2011)

W 2002 otrzymała od Mumbai Pradesh Youth Congress nagrodę Rajiv Gandhi Awards.
Za swój wkład w działalność społeczną w 2012 Kajol została odznaczona nagrodą Karmaveer Puraskar.
W 2011 rząd Indii uhonorował ją Orderem Padma Shri, czwartym najwyższym cywilnym odznaczeniem w kraju, doceniając jej wkład w kinematografię indyjską.
W 2016 szef rządu stanu Maharasztra Devendra Fadnavis uhonorował ją nagrodą Swabhimani Mumbaikar.

## Upamiętnienie
Jest jedną z czterech gwiazd Bollywood, obok Priyanki Chopry, Hrithika Roshana i Shah Rukh Khana, których miniaturowe lalki pojawiły się w Wielkiej Brytanii w 2006 jako „Bollywood Legends”.
W 2018 Kajol odsłoniła swoją figurę woskową w muzeum Madame Tussauds w Singapurze.